# Tea for the Tillerman
Tea for the Tillerman (englisch tiller ‚Pinne‘, tillerman = „Steuermann“, auch: „Pflüger“ oder Schwigger) ist das 1970 erschienene vierte Studioalbum des Folk-Rock-Sängers und Songwriters Cat Stevens.

## Entstehung und Veröffentlichung
Die Erstveröffentlichung von Tea for the Tillerman erfolgte am 23. November 1970 bei Island Records. Das Album erschien in seiner Originalausführung als LP mit elf Titeln (Katalognummer: 85 678 GT).  Am 2. Januar 1995 erschien es erstmals als CD-Ausführung (Katalognummer: 842 352-2). Im Mai 2000 erschien diese als remasterte Variante (Katalognummer: IMCD 268). Am 14. November 2008 erschien eine Deluxeversion mit Bonus-CD, aus der unter anderem Demoaufnahmen sowie Liveaufnahmen zu finden sind (Katalognummer: 1787088). Mit Tea For The Tillerman² erschien am 18. September 2020 ein Sequel mit neuen Arrangements als CD (Katalognummer: Cat-O-Log 0888689) und LP (Katalognummer: 060250888695).
Zudem erschien im Jahr 1994 eine Liveaufführung unter dem Titel Tea for the Tillerman Live im  VHS-Format sowie in späteren Jahren auf weiteren verschiedenen Medien. Die Liveaufnahmen fanden am 8. Juni 1971 in den KCET Studios in Los Angeles statt. Die Besetzung war Cat Stevens (Gitarre und Keyboards), Alun Davies (Gitarre) und Larry Steele (Bass und Congas).
Alle Lieder wurden von Cat Stevens geschrieben. Für die Produktion zeichnete Paul Samwell-Smith verantwortlich.

## Artwork
Das Frontcover wurde von Cat Stevens gezeichnet. Das Bild zeigt unter anderem einen Steuermann (tillerman), der aus einer Tasse trinkt. Eine ähnliche Tasse findet sich auf dem Cover seines Albums An Other Cup, das er 2006 unter dem Namen „Yusuf“ veröffentlichte.

## Titelliste

### Original
1. Where Do the Children Play? – 3:52
2. Hard Headed Woman – 3:47
3. Wild World – 3:20
4. Sad Lisa – 3:45
5. Miles from Nowhere – 3:37
6. But I Might Die Tonight – 1:53
7. Longer Boats – 3:12
8. Into White – 3:24
9. On the Road to Find Out – 5:08
10. Father and Son – 3:41
11. Tea for the Tillerman – 1:01

### Deluxe Edition (erschienen 2008)
Bonus-CD
1. Wild World [Demo Version] – 3:14
2. Longer Boats [Live at the Troubadour] – 2:51
3. Into White [Live at the Troubadour] – 3:37
4. Miles from Nowhere [Demo Version] – 3:14
5. Hard Headed Woman [Live in Japan] – 3:57
6. Where Do the Children Play ?[from the Majikat Earth Tour] – 3:20
7. Sad Lisa [Majikat Earth Tour] – 3:13
8. On the Road to Find Out [Live at KCET-TV] – 4:57
9. Father and Son [from Yusuf’s Café] – 4:25
10. Wild World [from Yusuf’s Café] – 3:03
11. Tea for the Tillerman [Live At The BBC] – 0:50

### Tea for the Tillerman Live
1. Moonshadow
2. On the Road to Find Out
3. Where Do the Children Play?
4. Wild World
5. Miles from Nowhere
6. Longer Boats
7. Father and Son
8. Hard Headed Woman
9. Teaser and the Firecat (Zeichentrickfilm)

## Rezeption

### Bestenlisten
Tea for the Tillerman wurde vom Musikmagazin Rolling Stone 2003 auf Platz 206 der 500 besten Alben aller Zeiten und 2006 im Buch 1001 Albums You Must Hear Before You Die gelistet.

### Nachwirkungen
Zu den bekanntesten Liedern des Albums zählen Father and Son, Sad Lisa oder auch Wild World, die von Künstlern wie Boyzone, Ronan Keating oder Mr. Big gecovert wurden. Vier weitere Songs des Albums wurden als Soundtrack für den Film Harold und Maude verwendet.
Der Titelsong Tea for the Tillerman wurde 2005 als Titelstück in der satirischen Comedy-Serie Extras verwendet.
Der Song But I Might Die Tonight wurde für den Soundtrack des britisch-deutschen Films Deep End des Regisseurs Jerzy Skolimowski aus dem Jahr 1970 geschrieben.

## Kommerzieller Erfolg

### Chartplatzierungen
| ChartsChartplatzierungen       | Höchstplatzierung | Wochen |
| ------------------------------ | ----------------- | ------ |
| Deutschland (GfK)              | 22 (4 Wo.)        | 4      |
| Österreich (Ö3)                | 13 (2 Wo.)        | 2      |
| Schweiz (IFPI)                 | 45 (3 Wo.)        | 3      |
| Vereinigte Staaten (Billboard) | 8 (79 Wo.)        | 79     |
| Vereinigtes Königreich (OCC)   | 20 (31 Wo.)       | 31     |

### Auszeichnungen für Musikverkäufe
Das Album wurde 1971 in den Vereinigten Staaten mit Gold und 2001 mit Dreifachplatin ausgezeichnet.
| Land/Region                  | Auszeichnungen für Musikverkäufe (Land/Region, Auszeichnung, Verkäufe) | Verkäufe  |
| ---------------------------- | ---------------------------------------------------------------------- | --------- |
| Australien (ARIA)            | Platin                                                                 | 70.000    |
| Brasilien (PMB)              | Gold                                                                   | 100.000   |
| Deutschland (BVMI)           | Platin                                                                 | 500.000   |
| Frankreich (SNEP)            | Gold                                                                   | 100.000   |
| Neuseeland (RMNZ)            | Gold                                                                   | 7.500     |
| Österreich (IFPI)            | Gold                                                                   | 25.000    |
| Vereinigte Staaten (RIAA)    | 3× Platin                                                              | 3.000.000 |
| Vereinigtes Königreich (BPI) | Gold                                                                   | 100.000   |
| Insgesamt                    | 5× Gold · 5× Platin ·                                                  | 3.502.500 |

Hauptartikel: Cat Stevens/Auszeichnungen für Musikverkäufe